# Theta Aurigae
Theta Aurigae, eller 37 Aurigae, är en dubbelstjärna och roterande variabel av Alfa2 Canum Venaticorum-typ (ACV) i stjärnbilden Kusken. Den uppskattade distansen till Theta Aurigae är 166 ljusår.
De två stjärnorna som ingår i systemet är Theta Aurigae A (även kallad Mahasim) och Theta Aurigae B.

## Nomenklatur
Några författare säger att Theta Aurigae inte hade något traditionellt namn, även om Richard Hinckley Allen gör en hänvisningsnotering om namnet Mahasim, som ett namn också, med olika stavningar, för Eta Aurigae och Lambda Herculis, från arabiska صَم al-micşam  "handled" (av kusken). År 2016 anordnade Internationella Astronomiska Unionen en arbetsgrupp för stjärnnamn (WGSN) med uppgift att katalogisera och standardisera riktiga namn för stjärnor. WGSN beslutade att ange riktiga namn till enskilda stjärnor i stället för hela system och fastställde namnet Mahasim för primärstjärnan Theta Aurigae A i juni 2017 vilket nu ingår i listan över IAU-godkända Stjärnnamn.

## Egenskaper
Theta Aurigae A är den primära stjärnan i systemet. Den har en massa som är mer än 3 solmassor och en radie som är 5 gånger större än solens. Theta Aurigae A uppskattas ha en yttemperatur som ligger någonstans mellan 10 000 Kelvin ända upp till 10 700 Kelvin. Ljusstyrkan är beräknad till ungefär 263 gånger större än solens.
Stjärnan varierar mellan visuell magnitud +2,63 och 2,66 med en period av 3,618664 dygn.